# Sandra Bils

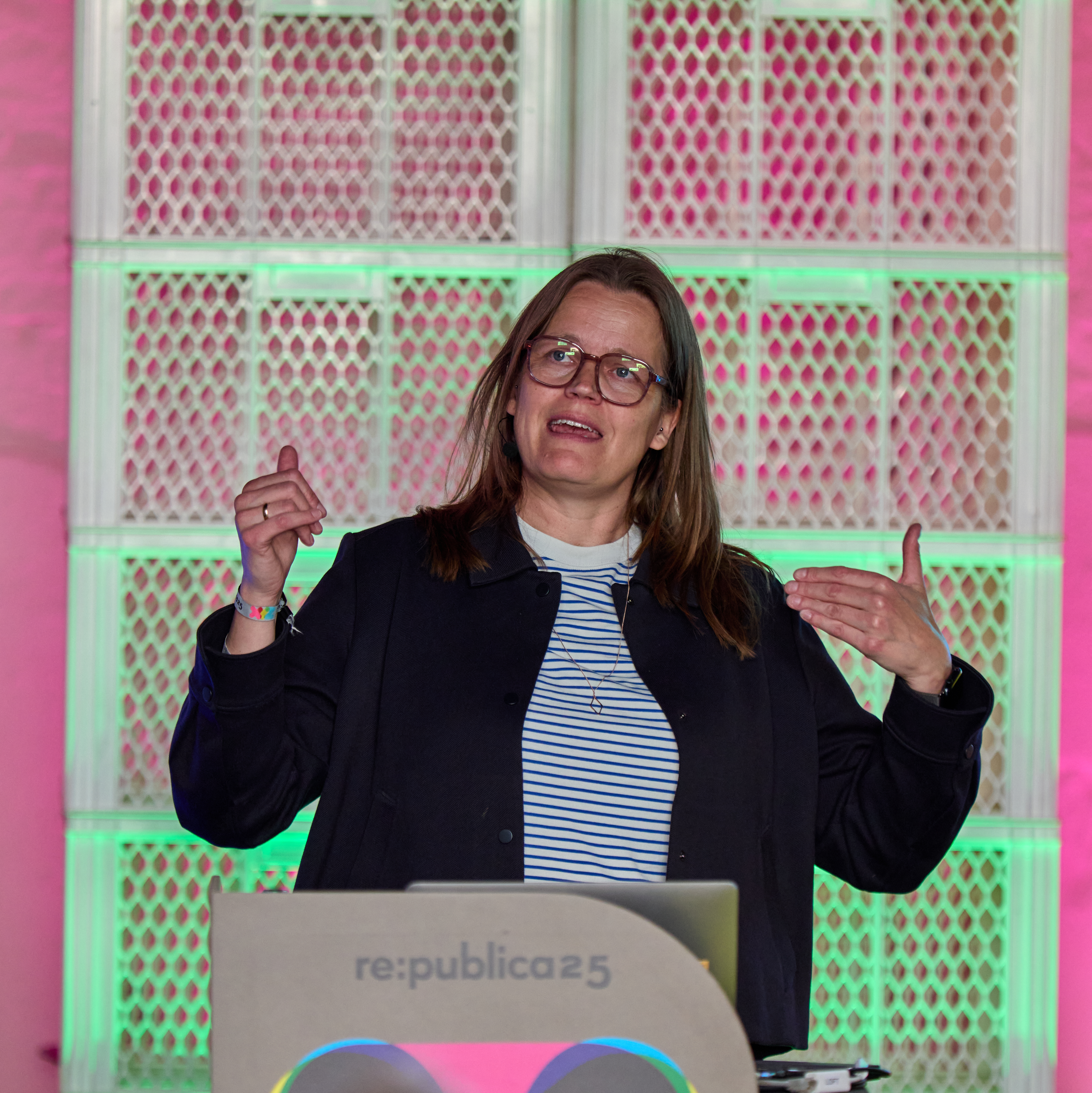
Sandra Bils (2025)

Sandra Bils (* 1977) ist eine deutsche evangelische Theologin. Einer breiten Öffentlichkeit bekannt ist sie durch ihr zivilgesellschaftliches Engagement in der Seenotrettung als Gründerin und Vorstandsmitglied von United4Rescue.

## Leben und Werdegang
Bils studierte evangelische Theologie an der Kirchlichen Hochschule Bethel und der Humboldt-Universität zu Berlin sowie Arbeitswissenschaften mit einem Schwerpunkt auf Change und Transformation an der Leibniz Universität in Hannover. Ihre Promotion im Feld „Leadership and Global Perspectives“ absolvierte sie an der George Fox University in Portland (USA) und führt seitdem den Titel „Doctor of Ministry“. Für ihre englischsprachige Dissertation zur Relevanz von Kontextualisierung in kirchlichen Aufbrüchen wurde Bils 2015 mit dem Distinguished Dissertation Award ausgezeichnet.

## Wirken im Kirchenkontext
Nach dem Vikariat in der St. Andreasgemeinde Harsum und einem Sondervikariat beim Deutschen Evangelischen Kirchentag arbeitete Bils zunächst als Pastorin der Ev.-luth. Landeskirche Hannovers in St. Nicolai (Gifhorn). Von 2013 bis 2019 war sie in der Leitung der ökumenischen Bewegung Kirchehochzwei tätig und förderte innovative Aufbrüche in der evangelischen und katholischen Kirche durch Publikationen, wissenschaftliche Studien und Vorträge. Neben ihrer wissenschaftlichen Arbeit als Honorarprofessorin an der CVJM-Hochschule in Kassel (Masterstudiengang Transformationsstudien) sowie Lehrbeauftragte an der Friedrich-Schiller-Universität in Jena (Studiengang Pioneer Ministry) ist sie als Autorin und Speakerin tätig.
Seit 2013 ist sie Mitglied der Präsidialversammlung des Deutschen Evangelischen Kirchentags und begleitet als Mitglied des wissenschaftlichen Beirats die „Erprobungsräume“ der EKD, um Transformationen innerhalb von Kirche anzustoßen und wissenschaftlich zu begleiten.
Bils' Ansatz kombiniert theologische Grundlagen mit systemischer Organisationsentwicklung und modernen Managementmethoden und -themen (z. B. Ambidextrie, Innovation und Exnovation). Zuletzt brachte sie durch die Monografie „Exnovation und Innovation - Synergie von Ende und Anfang“ ein eher unbekanntes Thema in die Debatte ein, welche das erste Grundlagenwerk in diesem Themenbereich ist. Bils ist außerdem Mitherausgeberin der Interdisziplinären Studien zur Transformation (IST).

## Zivilgesellschaftliches Engagement
Einer größeren Öffentlichkeit wurde Bils durch ihre Abschlusspredigt beim 37. Deutschen Evangelischen Kirchentag 2019 in Dortmund bekannt. In ihrer Predigt, die live im ZDF übertragen wurde, prägte sie den Ausspruch „Man lässt keine Menschen ertrinken. Punkt!“ Dieses Zitat wurde vielfach rezipiert und 2019 auch zum Leitspruch des Vereins United4Rescue – Gemeinsam Retten e.V., deren Gründungsmitglied Bils ist und den sie seit 2022 als Vorstandsmitglied mitverantwortet. In dieser Eigenschaft ist sie in den Medien immer wieder vertreten, so beispielsweise im Deutschlandfunk oder in der Süddeutschen Zeitung. In einem im ZDF übertragenen Gottesdienst thematisierte sie die Lage der Seenotrettung im Jahr 2021.

## Auszeichnungen
- Distinguished Dissertation Award 2015, George Fox University Portland
- Stipendiatin der EKK-Stiftung[28]
- Nominierung Edition F Award: „25 Frauen die unsere Welt zukunftsfähig machen“[29]

## Mitgliedschaften
- Gründungsmitglied und Vorstandsmitglied von United4Rescue – Gemeinsam Retten[3]
- Mitglied Präsidialversammlung Deutscher Evangelischer Kirchentag (DEKT)[30]
- Vorsitzende Ständiger Ausschuss Mission, Deutscher Evangelischer Kirchentag (DEKT)[10]
- Mitglied Fachberatung Erprobungsräume, Evangelische Kirche in Mitteldeutschland[4]
- Mitglied Wissenschaftlicher Beirat Erprobungsräume, Evangelische Kirche im Rheinland[4]
- Mitglied Wissenschaftlicher Beirat Erprobungsräume, Evangelische Kirche in Lippe[4]
- Mitglied Kuratorium Godnews e.V.[31]
- Jurymitglied zap:pool[32] – Die Plattform für kreative Glaubens- und Kirchenkommunikation, Zentrum für angewandte Pastoralforschung Bochum

## Veröffentlichungen  (Auswahl)

### Monografien
- Mind the Gap: The Relevance of Contextualization for the Training Course Fresh X – Der Kurs by Kirche2(2015). Doctor of Ministry, Paper 107.[33]
- Sandra Bils, Gudrun Töpfer: Exnovation und Innovation. Synergie von Ende und Anfang in Veränderungen. Schäffer-Poeschel Verlag, Stuttgart 2024, ISBN 978-3-7910-6148-1 (252 S.).

### Herausgeberschaften
- Vom Wandern und Wundern: Fremdsein und prophetische Ungeduld in der Kirche. Würzburg 2017. (zusammen mit Maria Herrmann).
- mit Sabrina Müller, Tobias Künkler und Thorsten Dietz: Handbuch Transformation: Schlüssel zum Verständnis von Kirche und Gesellschaft (Bd. 1). Neukirchener Verlag, Neukirchen 2021
- mit Sabrina Müller, Tobias Künkler und Thorsten Dietz: Transformative Ethik: Wege zum Leben (Bd. 2). Neukirchener Verlag, Neukirchen 2021
- mit Rolf Krüger, Katharina Haubold, Maria Herrmann, Patrick Todjeras, Florian Karcher: Unternehmerisch Kirche sein: Explorationsstudie missionarischer Optionen in ökonomischen Kontexten. Berlin 2022[34]
- Sandra Bils, Tobias Faix, Stefan Jung, Florian Karcher, Roland Schöttler, Daniel Wegner (Hrsg.): Erprobung empirisch. Resultate und Reflexionen im Kontext der Erforschung landeskirchlicher Innovations- und Erprobungsräume. Vandenhoeck & Ruprecht, Göttingen 2024, ISBN 978-3-525-50045-3 (291 S.).

### Aufsätze und Artikel
- Zum Kern der Hoffnung. In: Valentin Dessoy / Ursula Hahmann : Auflösung - Kirche reformieren, unterbrechen, aufhören? Würzburg 2024
- Der schwierige Sprung von der Erprobung in den Regelbetrieb – Ambidextrie als Verstehenshilfe für zähe Transformationen. In: PrTh 3/2024, S. 152–159
- Wenn das Ende neue Türen öffnet: Exnovation als Chance. In: Perspektiven 95, 2024, S. 40–41.
- Geleitwort. Kirchenbildern auf die Schliche kommen. In: Sabrina Müller / Patrick Todjeras: Neue kirchliche Gemeinschaftsformen entwickeln. Eine Handreichung. Zürich 2024, S. 7.
- Der schwierige Sprung von der Erprobung in den Regelbetrieb – Ambidextrie als Verstehenshilfe für zähe Transformationen. In: PrTh 2/2024, S. 152–158.
- Bleibt noch etwas beim Alten? In: Bildungkirche 2/2023, S. 4–7.
- Kirchliche Transformationsprozesse – Vergleichende Beobachtungen. In: Georg Hofmeister / Gunther Schendel / Hubertus Schönemann / Carla Witt (Hrsg.): Kirche neu denken – Kirche erproben. Auf der Suche nach neuen Formen kirchlichen Lebens. Leipzig 2023, S. 45–53.
- Das Lebensgefühl der Menschen: Disruptive Herausforderungen an klassische Kirchenbilder. In: Ulrich Lilie / Daniel Hörsch (Hrsg.): Lebensgefühl Corona. Erkundungen in einer Gesellschaft im Wandel. Eine qualitative Langzeitstudie. Berlin 2021, S. 167–170.
- Disruptive Ekklesiologie – Eine kirchenentwicklerische Perspektive auf Corona. In: epd Dokumentation „Das gefühlte Corona – Erfahrungen mit der Pandemie und die Folgen für die kirchliche und diakonische Praxis“. (Digitale Tagung der Evangelischen Arbeitsstelle für missionarische Kirchenentwicklung und diakonische Profilbildung (midi), 16.–17. November 2020) 6/2021.
- Act local – learn global. Die internationale Dimension der Erprobungsräume. In: Thomas Schlegel / Juliane Kleemann: Erprobungsräume – Andere Gemeindeformen in der Landeskirche. Leipzig 2021, S. 405–411.
- Vom Kern her denken: Wie sich die Kirche in und durch Corona-Zeiten entwickelt. In: Zeitzeichen 22 (2), S. 18–20.
- Zwischen Innovation und Tradition. In: PGP 3/2019.
- Mission als Neugier – Fremdheit als Chance. In: Michael Diener / Ulrich Eggers (Hrsg.): Mission Zukunft. Zeigen, was wir lieben: Impulse für eine Kirche mit Vision, Holzgerlingen 2019. S. 158–168.
- Fresh Expressions of Church. Neue Aufbrüche zur lebendigen Kirchen. In: Stefan Jung / Thomas Katzenmayer (Hrsg.): Lebendige Kirchen. Interdisziplinäre Denkanstöße und praktische Erfahrungen, Göttingen 2018. S. 179–188.
- Die Relevanz des Kontexts in und für Fresh Expressions of Church. In: PrTh 01/2018. S. 30–34.
- Fresh Expressions of Church. Neue Aufbrüche zur lebendigen Kirchen. In: Stefan Jung / Thomas Katzenmayer (Hrsg.): Lebendige Kirchen. Interdisziplinäre Denkanstöße und praktische Erfahrungen, Göttingen 2018. S. 179–188.